# Alan Devonshire
Alan Ernest Devonshire (Park Royal, 13 aprile 1956) è un allenatore di calcio ed ex calciatore inglese, di ruolo centrocampista.

## Palmarès

### Giocatore

#### Competizioni nazionali
- Second Division: 1

West Ham: 1980-1981
- Coppa d'Inghilterra: 1

West Ham: 1979-1980

### Allenatore

#### Competizioni nazionali
- Isthmian League Premier Division: 1

Hampton & Richmond Borough: 2006-2007
- Conference League South: 1

Braintree Town: 2010-2011

#### Competizioni regionali
- Middlesex Senior Cup: 2

Hampton & Richmond Borough: 2005-2006, 2007-2008
- Middlesex Super Cup: 1

Hampton & Richmond Borough: 2006-2007